# Lac Grey
Pour les articles homonymes, voir Grey.
Le lac Grey (en espagnol : lago Grey) est un lac situé à l'ouest du parc national Torres del Paine, en Patagonie chilienne. Il est situé administrativement dans la province de Última Esperanza, dans la XIIe région de Magallanes et de l'Antarctique chilien.

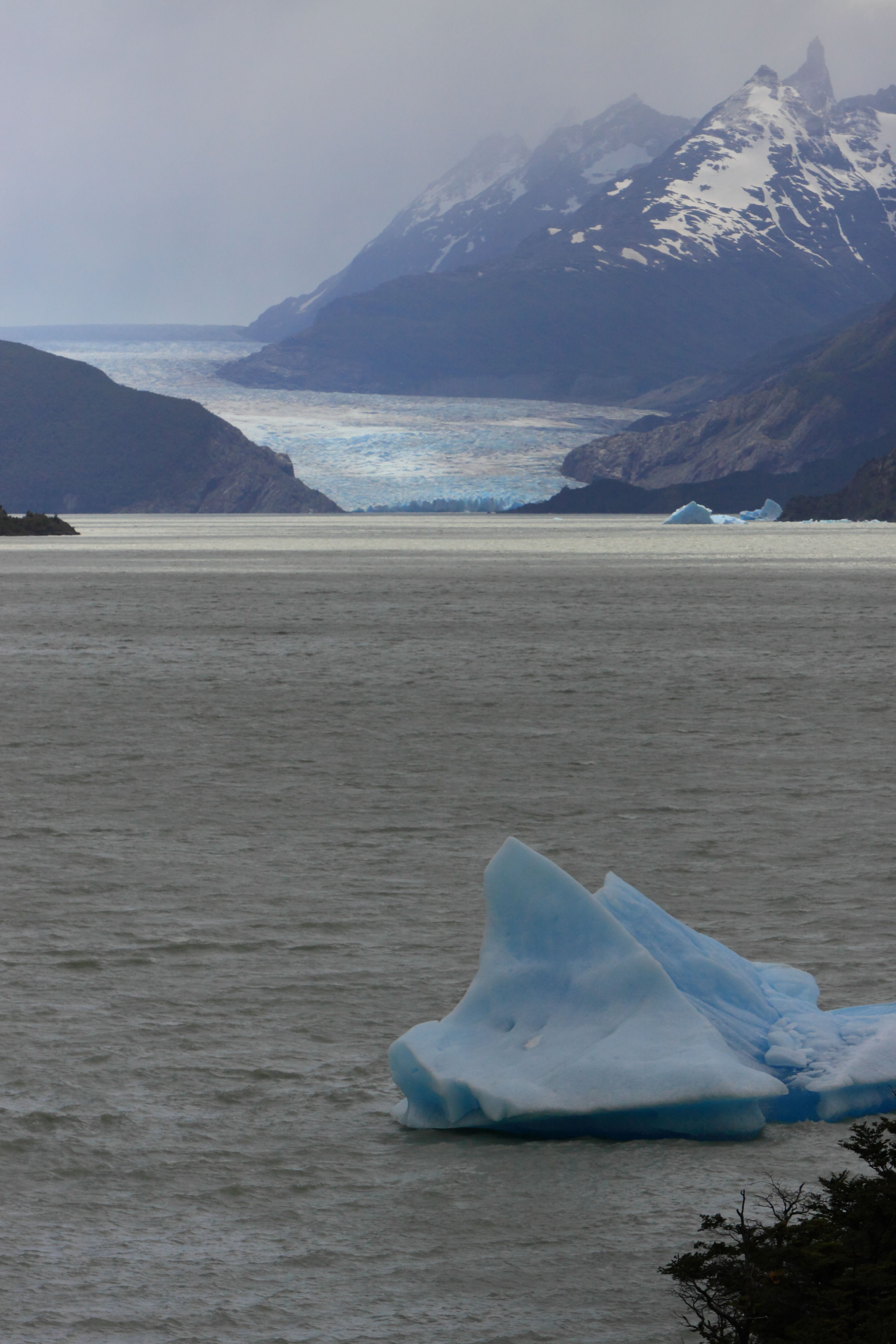
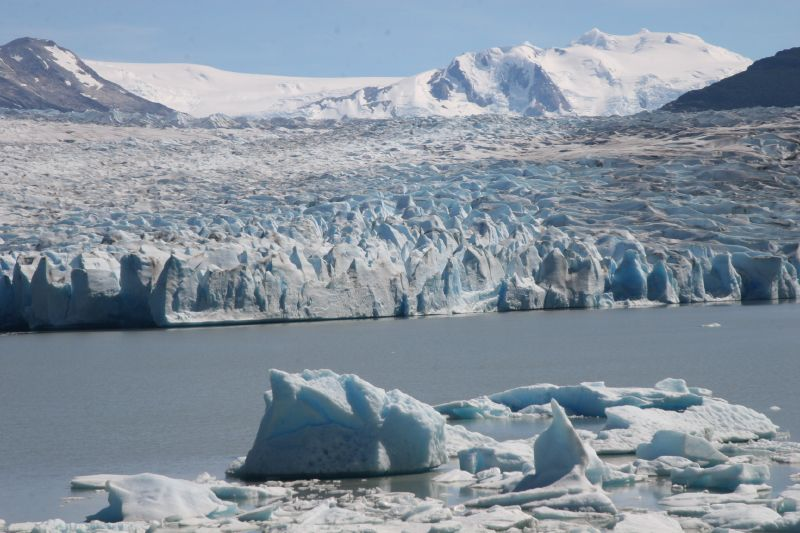
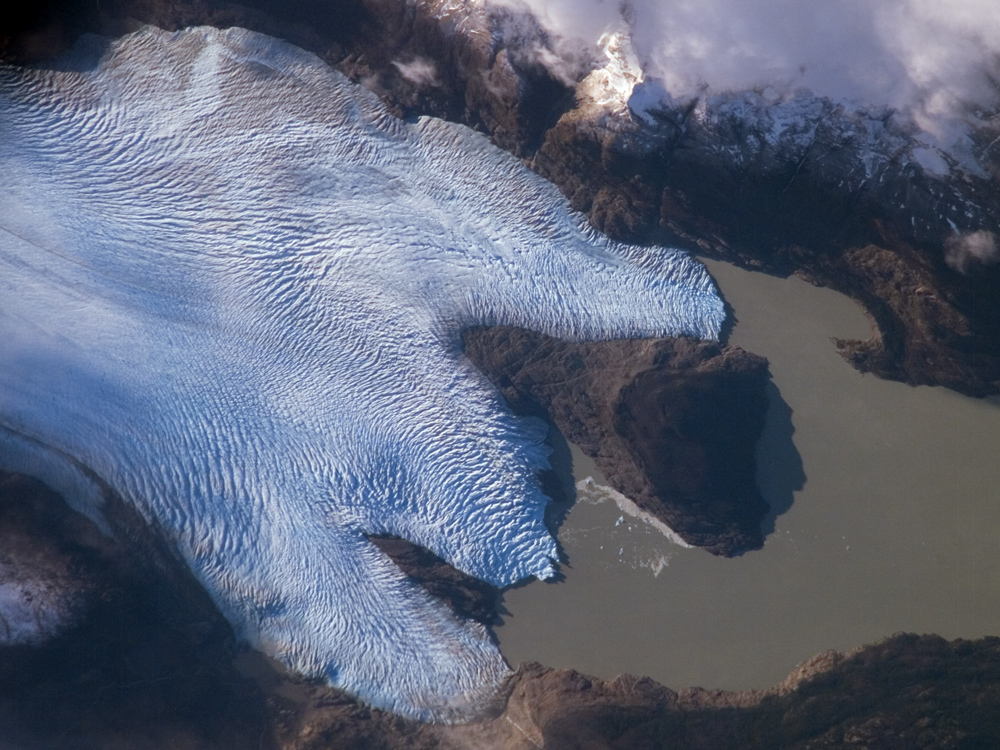
Vue satellite du glacier Grey
Le lac Grey, dans le parc national Torres del Paine